# Georges Roes
Georges Roes   (Tarba, 3 de març de 1889 - Levallois-Perret, 14 de maig de 1945) va ser un tirador francès que va competir durant la dècada de 1920.
El 1920 va prendre part en els Jocs Olímpics d'Anvers, on va disputar vuit proves del programa de tir. Guanyà la medalla de plata en la prova de rifle militar, 300 metres per equips, bocaterrosa i cinc diplomes olímpics.
Quatre anys més tard, als Jocs de París, guanyà la medalla de plata en la prova de rifle lliure per equips, una de les dues del programa de tir que disputà.